# Björn Leonhardt
Björn Leonhardt (* 20. Dezember 1978 in Berlin) ist ein ehemaliger deutscher Eishockeytorwart, der unter anderem in der DEL für die Starbulls Rosenheim, die Hannover Scorpions, die Adler Mannheim und die Nürnberg Ice Tigers spielte. Seit 2016 ist er Trainer der Oberligamannschaft des ECC Preussen Berlin. Seit Sohn Danjo Leonhardt ist ebenfalls professioneller Eishockeyspieler.

## Spielerkarriere
Der 1,78 m große Goalie begann seine Karriere im DEL-Team der Starbulls Rosenheim, für die er zwischen 1995 und 1997 fünf Spiele in der höchsten deutschen Profispielklasse absolvierte. Leonhardts weitere DEL-Stationen waren die Hannover Scorpions und die Adler Mannheim, für deren Juniorteam, die "Jungadler", er in der Saison 1999/00 auch in der Oberliga eingesetzt wurde. Nach einem kurzen Engagement bei den Oklahoma City Blazers in der US-amerikanischen Minor League CHL wechselte der Torhüter während der Saison 2000/01 zu den Nürnberg Ice Tigers, über die er erneut nach Hannover gelangte.
2002 spielte er beim HC Bozen in der Serie A, bevor er zur Regionalliga-Mannschaft der Berlin Capitals wechselte, mit dem er in die Eishockey-Oberliga 2003/04 aufstieg. Nach dem finanziellen Ende des Vereins Berlin Capitals 2004 wechselte er zum neu gegründeten ECC Preussen Juniors Berlin zu dessen Mannschaft in der Regionalliga Nord-Ost.
2009 gewann er mit dem ECC die Meisterschaft der Regionalliga Nord/Ost und qualifizierte sich mit der Mannschaft für die Oberligasaison 2009/10.

## Karrierestatistik
| Team                  | Liga     | Spielzeiten         | Sp | T | A | Pkt | SM |
| --------------------- | -------- | ------------------- | -- | - | - | --- | -- |
| Starbulls Rosenheim   | DEL      | 1996–1998           | 5  | 0 | 0 | 0   | 0  |
| Hannover Scorpions    | DEL      | 1997–1999 2000–2001 | 60 | 0 | 7 | 7   | 2  |
| Adler Mannheim        | DEL      | 1999–2000           | 43 | 0 | 0 | 0   | 0  |
| Jungadler Mannheim    | OL       | 1999–2000           | 11 | 0 | 1 | 1   | 4  |
| Oklahoma City Blazers | CHL      | 2000–2001           | 12 | 0 | 0 | 0   | 4  |
| Nürnberg Ice Tigers   | DEL      | 2001/02             | 28 | 0 | 1 | 1   | 0  |
| HC Bozen              | Serie A  | 2002/03             | 0  | 0 | 0 | 0   | 0  |
| Berlin Capitals       | RL       | 2002/03             |    |   |   |     |    |
| Berlin Capitals       | Oberliga | 2003/04             |    |   |   |     |    |
| ECC Preussen Juniors  | RL       | 2004/05             |    |   |   |     |    |
| ECC Preussen Juniors  | RL       | 2005/06             |    |   |   |     |    |
| ECC Preussen Juniors  | RL       | 2006/07             |    |   |   |     |    |
| ECC Preussen Juniors  | RL       | 2007/08             |    |   |   |     |    |
| ECC Preussen Juniors  | RL       | 2008/09             | 21 | 0 | 2 | 2   | 38 |
| ECC Preussen Juniors  | RL       | 2009/10             |    |   |   |     |    |

(Legende zur Spielerstatistik: Sp oder GP = absolvierte Spiele; T oder G = erzielte Tore; V oder A = erzielte Assists; Pkt oder Pts = erzielte Scorerpunkte; SM oder PIM = erhaltene Strafminuten; +/− = Plus/Minus-Bilanz; PP = erzielte Überzahltore; SH = erzielte Unterzahltore; GW = erzielte Siegtore; 1 Play-downs/Relegation; Kursiv: Statistik nicht vollständig)